# VIVA World Cup 2008 (kobiety)
VIVA World Cup 2008 – drugie w historii rozgrywki mające na celu wyłonienie mistrza świata wśród drużyn niezrzeszonych w FIFA. Po raz pierwszy został rozegrany osobny turniej dla kobiet, w którym wystąpiły dwie drużyny, a lepszą z nich wyłonił dwumecz.

## 1 mecz
| 10 lipca 2008 18:00 CET | Sapmi · Gry Keskitalo Skulbørstad | 4 - 0vivaworldcup.info rsssf.com | Iracki Kurdystan | Malmberget Stadium, Malmberget |
|                         |                                   |                                  |                  |                                |

## 2 mecz
| 13 lipca 2008 14:00 CET | Sapmi · Gry Keskitalo Skulbørstad · Mia Carina Eira · Marlen Hallen · Magdalena Esseryd · Mia Oscarsson · Ragnhild Fosshaug | 12 - 18 - 0vivaworldcup.info rsssf.com | Iracki Kurdystan brak danych | Gällivare Stadium, Gällivare |
|                         | |                                        |                              |                              |

1. ↑  Niektóre źródła podają wynik 11:1